# Ferdinand Schönhals
Peter Ferdinand Schönhals (* 15. September 1842 in Hassenhausen bei Marburg; † 1. November 1915 in Berlin-Lichterfelde) war ein deutscher Architekt und Baubeamter.

## Leben
Schönhals war der Sohn des Pastors Johann Jakob Schönhals. Er besuchte die Höhere Gewerbeschule in Kassel, wo er Schüler von Georg Gottlob Ungewitter war. 1863 wurde er Mitarbeiter im Architekturbüro von Conrad Wilhelm Hase in Hannover, 1866 Zeichner bei der Dombauhütte in Köln und in den Jahren 1866 bis 1869 wieder Mitarbeiter von Hase und im Stadtbauamt Kiel. Dann ging er nach Berlin. Dort heiratete er 1869 Johanna Eleonore Haase, geb. Rissmann (* 1832), machte 1871 seine Baumeisterprüfung und war danach in Reichenbach i. Schlesien tätig. 1875 wurde er Land-Baumeister und technischer „Hilfsarbeiter“ bei der Regierung in Bromberg (Dienstort Breslau) und 1877 Garnison-Bauinspektor. 1878 wurde er zum Intendantur- und Baurat der Bauabteilung im preußischen Kriegsministerium ernannt. 1889 wurde er zum Geheimen Baurat und vortragenden Rat, 1892 zum Geheimen Oberbaurat und 1905, beim Ausscheiden aus dem Dienst, zum Wirklichen Geheimen Oberbaurat befördert.

## Werke
- 1866–1869: Gymnasium Andreanum, Hildesheim, Goslarer Straße (Bauleitung zusammen mit Baukondukteur Carl Fischer nach Entwürfen von Oberlandbaumeister G. W. Mittelbach und Conrad Wilhelm Hase; im Zweiten Weltkrieg zerstört)
- 1881–1884: Kasernen-Anlage für das Garde-Schützen-Bataillon, Groß-Lichterfelde (Entwurf; Entwurfsbearbeitung und Bauausführung durch Regierungsbaumeister Ernst August Roßteuscher); Denkmalschutz[9]
- 1891–1893: Kaserne des 4. Garderegiments zu Fuß, Berlin-Mitte, Ortsteil Moabit, Rathenower Straße 11/12[10]; Denkmalschutz[11]
- 1892–1893: Kaserne des Eisenbahn-Regiments Nr. 2, Berlin-Tempelhof (Ausführung: Böhm, Herrman Böhmer und Zappe)[12]
- 1894–1897: Evangelische Garnisonkirche St. Katharinen, Thorn/Westpreußen (Entwurf und Oberbauleitung; Bauleitung: Baurat Leeg, Regierungsbaumeister Cuny u. a.)[13]
- 1895–1897: Kaserne des Garde-Kürassier-Regiments, Kaserne des Kaiserin-Augusta-Garde-Grenadier-Regiments Nr. 4, Berlin-Kreuzberg, Friesenstraße 16, Golßener Straße 6, Jüterboger Straße 3 (Ausführung: Vetter, Müssigbrodt, Lilienstern und Carl Schäfer); Denkmalschutz[14]
- 1897–1900: Evangelische Garnisonkirche, Graudenz/Westpreußen (Entwurf und Oberbauleitung; Bauleitung: Garnison-Bauinspektor Otto Rahmlow, Regierungsbauführer Borowski; im Zweiten Weltkrieg zerstört)[15]
- 1900–1902: Dienstwohngebäude für den Kommandierenden General des 3. Armeekorps, Berlin-Charlottenburg, Hardenbergstraße[16]
- 1902–1905: Dienstwohngebäude für den Kommandierenden General des XVI Corps, Metz[17]
- Garnisonkirche, Dieuze/Lothringen

## Ehrungen
- 1888: Königlicher Kronenorden III. Klasse[18]
- 1902: Roter Adlerorden II. Klasse mit Eichenlaub[19]